# Yves Reynaud
Yves Reynaud est un comédien et dramaturge français né à Strasbourg en 1947.

## Biographie
Yves Reynaud étudie à l'école du Théâtre national de Strasbourg de 1966 à 1969. Il signe sa première pièce, Souvenir d'Alsace, en collaboration avec Bruno Bayen, présentée en 1975 au Festival d'Avignon (Théâtre ouvert). Il est également metteur en scène.
Au cinéma, il joue dans quatre films de René Féret.

## Filmographie
- 1975 : Histoire de Paul de René Féret
- 1977 : La Communion solennelle de René Féret
- 1977 : Nous irons tous au paradis d'Yves Robert
- 1980 : Fernand de René Féret
- 2008 : Comme une étoile dans la nuit de René Féret

## Publications
- Regarde les femmes passer, Edilig, 1981
- Événements regrettables, Éditions Théâtrales, 1985
- Les Guerres froides, Éditions Théâtrales, 1988
- La Tentation d'Antoine, Éditions Théâtrales, 1989
- Marie, Marie : les modernes sont fatigués, Éditions Théâtrales, 1994
- Monologues de Paul, Éditions Théâtrales, 1997